# Concili de París
El concili de París celebrat el 10 d'octubre de 614 va ser una assemblea convocada pel rei Clotari II en el qual van participar gairebé 80 bisbes (12 d'ells metropolitans) a més de l'abat de Canterbury. És considerat com el concili més important de l'episcopat merovingi.
Entre els 17 cànons aprovats pel concili, un dels més importants és el que parla de la llibertat que s'ha de garantir en l'elecció dels bisbes per lluitar contra pràctiques com la simonia. A més, s'assegura al clergat la competència exclusiva dels tribunals eclesiàstics per als processos que s'iniciessin contra ells. Solament després de la decisió del bisbe un sacerdot podia passar a la justícia civil.
D'altra banda, també es protegien els béns eclesiàstics i, sobretot, el respecte de la intenció dels donants, fins i tot quan les autoritats polítiques o eclesiàstiques hi tinguessin interès.
Tots aquests cànons expliquen les dificultats que afrontava l'Església a la zona i la responsabilitat que assumia el rei de posar-hi remei, tot i que en l'edicte que es va signar vuit dies després s'ajustaven les disposicions assumides (els reis podien intervenir en el nomenament de bisbes, els jutges civils podien actuar d'ofici si un clergue cometia delictes comuns, etc.). Els avatars del regne van obligar els bisbes a reunir-se novament el 27 de setembre de 626 a Clichy, on van confirmar els cànons de 614.